# Cardfile
Cardfile est un logiciel de carnet d'adresses édité par Microsoft et disponible depuis la version 1.0 de Windows. Il cesse d'être distribué après Windows 98.